# Ravnstrup
Ravnstrup is een plaats in de Deense regio Midden-Jutland, gemeente Viborg. De plaats telt 358 inwoners (2008).